# الدبالزة (أولاد عامر)
الدبالزة هو دُوَّار يقع بجماعة أولاد عامر، إقليم سطات، جهة الدار البيضاء سطات في المملكة المغربية. ينتمي الدوّار لمشيخة أولاد عامر التي تضم 13 دوار. يقدر عدد سكانه بـ 789 نسمة حسب الإحصاء الرسمي للسكان والسكنى لسنة 2004.

## روابط خارجية
- البوابة الوطنية للجماعات الترابية
- المندوبية السامية للتخطيط